# Alopecosa pentheri
Alopecosa pentheri là một loài nhện trong họ Lycosidae.
Loài này thuộc chi Alopecosa. Alopecosa pentheri được Josef Nosek miêu tả năm 1905.